# Tricimba
Tricimba is een vliegengeslacht uit de familie van de halmvliegen (Chloropidae).

## Soorten
- T. albiseta Dely-Draskovits, 1983
- T. apicalis (von Roser, 1840)
- T. brachyptera (Thalhammer, 1913)
- T. brunnicollis (Becker, 1912)
- T. cincta (Meigen, 1830)
- T. flavipila Duda, 1933
- T. humeralis (Loew, 1858)
- T. hungarica Dely-Draskovits, 1983
- T. lineella (Fallen, 1820)
- T. melancholica (Becker, 1912)
- T. meridiana Dely-Draskovits, 1983
- T. minima (Vanschuytbroeck, 1945)
- T. occidentalis Sabrosky, 1938
- T. spinigera Malloch, 1913
- T. sulcella (Zetterstedt, 1848)
- T. trisulcata (Adams, 1905)